# Popovice (Přerov)
Popovice (německy Poppowitz) jsou od 1. ledna 1980 místní částí statutárního města Přerova jako Přerov X-Popovice. Leží asi 3,5 km na sever od města, stavebně souvisí s Předmostím. V roce 2005 tu žilo 227 obyvatel.

## Název
Na vesnici bylo přeneseno původní označením jejích obyvatel popovici - "lidé náležející popovi" (pop bylo ve staré češtině označení pro nižšího kněze či kněze obecně). Protože existovalo i osobní jméno Pop, není jisté, že označení obyvatel a vsi se odvinulo od poddanství církvi. Od 14. do 19. století se používal přívlastek Malé (latinsky Minus, německy Klein), případně zdrobnělina Popůvky (19. století) na rozlišení od Popovic u Kroměříže.

## Historie
Katastr obce byl osídlen již v pravěku. Z neolitu je keramikou a broušenou i štípanou industrií doložena kultura s lineární keramikou. Z doby mladohradištní byla roku 1958 nalezena hliněná nádobka.
První písemná zmínka o obci (nazývané též Popůvky nebo Povoic minus) pochází z roku 1346, kdy se připomíná dar kaple sv. Vavřince v Přerově spolu s několika obcemi, včetně Popovic, mansionářům při kostele P. Marie v Praze. Roku 1402 je získali po smrti Buška z Popovic bratři Aleš, Jan a Filip z Penčic. Později ves vlastnila kapitula sv. Mořice v Kroměříži, 1510 ji koupil Vilém z Pernštejna. Pernštejnové pak vlastnili obec až do roku 1585, kdy je koupil v rámci celého přerovského panství Jan Manrique de Lara a znovu krátce v letech 1594–1596. Následně vesnici koupila přerovská obec, vzápětí ji ale prodala Bedřichovi z Žerotína. Žerotínové tu založili vinopalnu. Od 1661 byly Popovice přifařeny k Předmostí. V letech 1695–1732 drželi ves v rámci přerovského panství Windischgrätzové.
V roce 1794 žilo na území obce v 16 domech 117 obyvatel, roku 1854 již 154 lidí. V roce 1900 tu žilo v 30 domech jen 138 obyvatel, v roce 1921 186 lidí v 29 domech. Nejvyššího počtu obyvatel dosáhly Popovice v roce 1961 – 308. K roku 1991 měly Popovice 210 obyvatel, žijících v 65 domech se 78 byty.
Roku 1892 založil Karel Přikryl cihelnu, v roce 1911 se připomíná kamenolom. Popovice byly vždy čistě českou zemědělskou obcí. V 30. letech 20. století tu bylo několik živností (mimo jiné hostinec), obchod se smíšeným zbožím zanikl až po sametové revoluci. Nyní v Popovicích existuje několik firem, nicméně za nákupy musejí obyvatelé do blízkého Předmostí, případně přímo do Přerova. Škola v obci nebyla nikdy, děti docházely do Předmostí.
1948-1954 byly Popovice krátce připojeny k Přerovu (jako Přerov III–Popovice), následně se osamostatnily, ale 1960–1979 byly sloučeny s Vinary a Lýskami v jeden celek nazvaný Viničná se společným MNV ve Vinarech. Poté definitivně připojeny k Přerovu.
V Popovicích se narodil a bydlel básník A. S. Chudobka (vl. jm. Stanislav Stejskal, 1887–1965).

## Pamětihodnosti
- Původní zvonice na návsi je dnes již zaniklá
- Dva kamenné kříže – jeden stojí v Hanácké ulici (instalován 1842), druhý u okresní silnice do Předmostí.
- Novogotická kaple byla postavena roku 1896, socha Panny Marie před ní instalována o 3 roky později.
- Pomník padlým – mramorový památník obětem první a druhé světové války. Rybníček před pomníkem byl již zrušen.

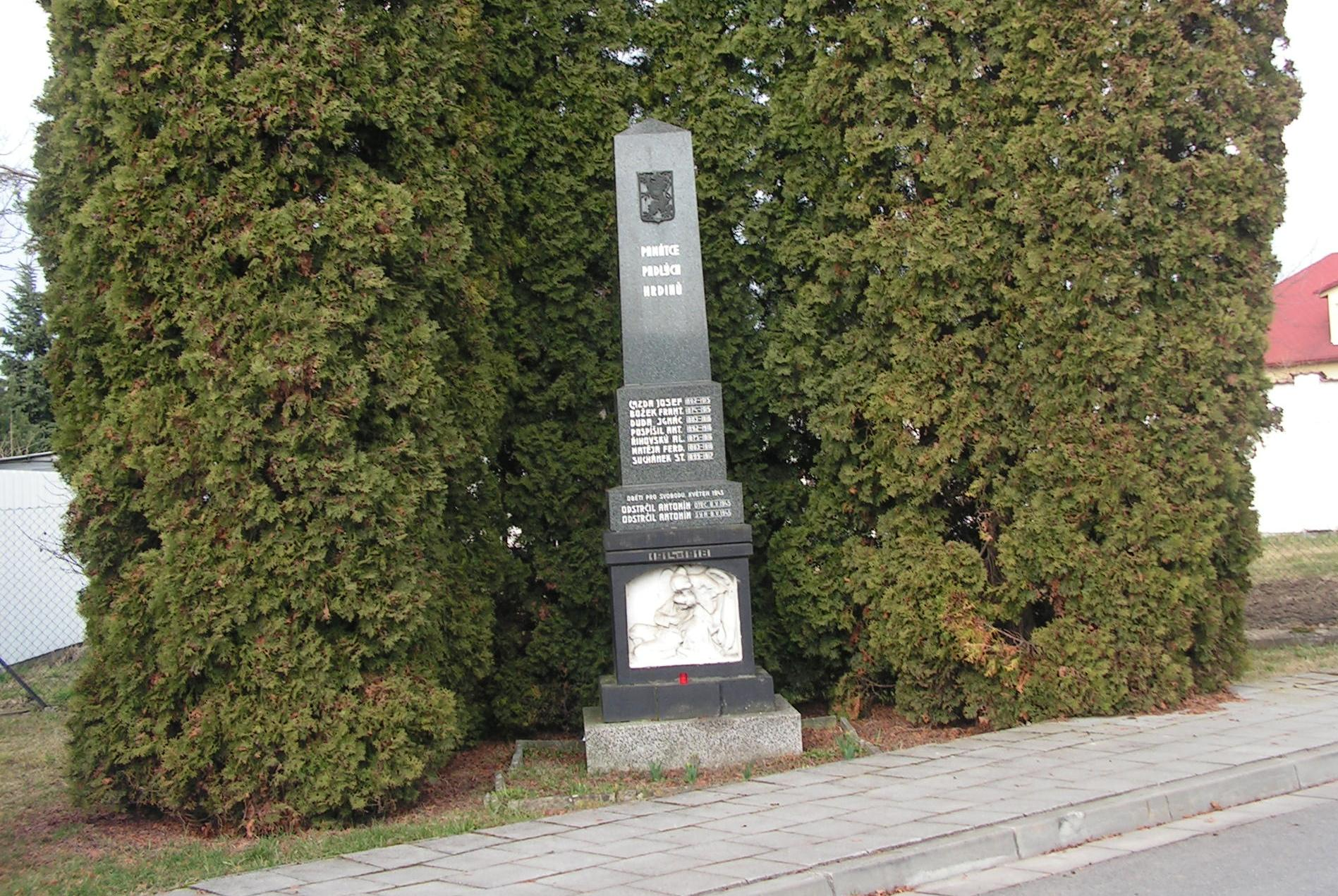
Pomník padlým v Popovicích
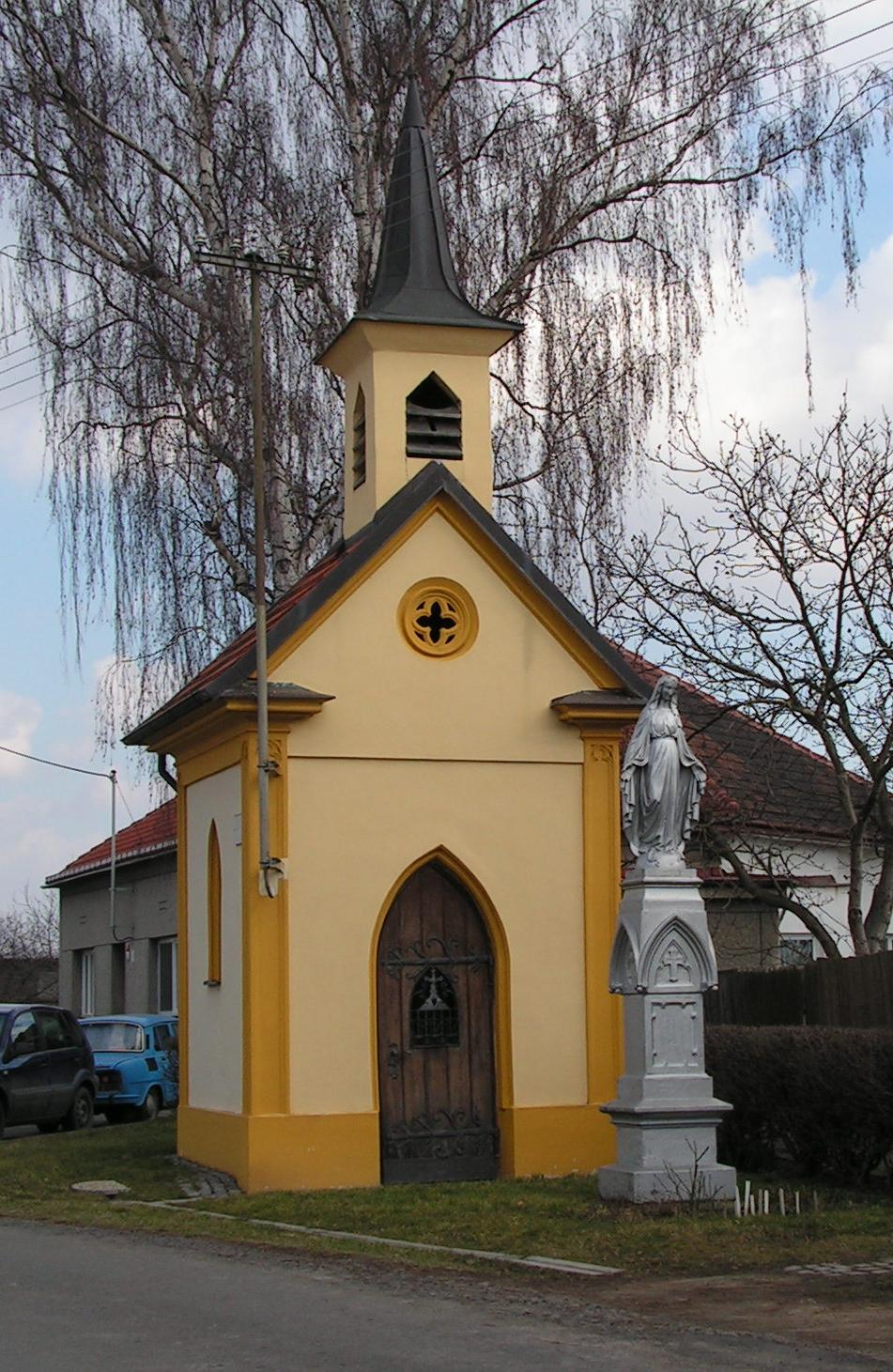
Kaple se sochou Panny Marie